# Linarolo
Linarolo est une commune italienne d'environ 2 200 habitants située dans la province de Pavie, en région Lombardie.

## Administration
| Période                                  | Période | Identité | Étiquette | Qualité |
| ---------------------------------------- | ------- | -------- | --------- | ------- |
|                                          |         |          |           |         |
| Les données manquantes sont à compléter. |         |          |           |         |

### Hameaux
San Leonardo, Vaccarizza.

### Communes limitrophes
Albaredo Arnaboldi, Albuzzano, Belgioioso, Mezzanino, Travacò Siccomario, Valle Salimbene.